# Иаго ап Идвал
Иаго ап Идвал (валл. Iago ap Idwal; умер в 979) — король Гвинеда (950—979), сын Идвала ап Анарауда.

## Биография
После смерти Идвала ап Анарауда в 942 году, его сыновья должны были вместе править Гвинедом, но вторгшийся с юга Хивел Добрый захватил власть. После смерти Хивела братьям всё же удалось вернуть престол, победив сыновей узурпатора в битве при Карно. Иаго и Идвал, которого хронисты во избежание путаницы с отцом называли просто Иейав, то есть «Младший», разделили Гвинед между собой на две части. Их кузен, Кинан ап Элиссед, был отравлен в 943 году, иначе в 945 году и имя его Кинген.
За 950 год, Хроника Принцев Уэльса сообщает, что Иаго и Иейав, дважды совершили набег на Дивед. Сначала они правили мирно, вместе совершив набег на Дехейбарт в 952 году и отразив нашествие сыновей Хивела Доброго в 954 году. Однако вскоре между ними началась война. В 969 году Иаго пленил Иейава и убил его. Согласно Гвентианской Хронике, «великая ненависть возникла между сыновьями Идвала, Иаго и Иейава и ... Иаго поймал его брата Иейава и посадил его в тюрьму и ослепил его горячим железом» в 967 году и что «сын Идвала умер в тюрьме, где он был в течение многих лет одиноким, лишенным глаз» в 985 году. Согласно же Хронике Принцев Уэльса он повесился в том же 967 году.
Анналы Камбрии, Хроника Принцев Уэльса и Гвентианская Хроника сообщают о смерти их брата, Родри, что он был убит ирландцами Моны в 966 году, и что Иаго отомстил им за это, уничтожив Аберфрау, где ирландцы проживали
В 973 году вместе с другими британскими королями Иаго встретился в Честере с Эдгаром Миролюбивым и даже сидел на вёслах в его лодке. На этой встрече как союзник его сопровождал племянник Хивел ап Иейав. Однако в 974 году Иаго был побеждён Хивелом и был вынужден разделить с ним власть. Хивелл пытался избавиться от дяди, чтобы стать единственным правителем Гввинеда. В 979 году он нанял викингов, чтобы те захватили Иаго в плен. Хроника Принцев Уэльса по поводу этого сообщает за 972 год, что Хивел изгнал Иаго и сам стал править, а в 978 году Иаго был взят в плен, а его территория захвачена Хивелом. Дальнейшая судьба Иаго неизвестна.